# Slow Down Baby
Slow Down Baby è il quarto singolo estratto dall'album Back to Basics della cantante statunitense Christina Aguilera. Pubblicato solo in Australia. Sulla copertina del singolo si staglia uno scatto dell'artista in piedi con le mani premute contro uno specchio e le gambe accasciate una sull'altra mentre sulla sinistra in basso campeggia il nome del brano in bianco.

## Descrizione
La canzone è stata scritta dalla stessa Christina Aguilera, insieme a Mark Ronson, Kara DioGuardi, Raymond Andry, William Guest, M. Knight, Edward Patton, Gladys Knight, Marvin Bernard, Michael Harper e Curtis Jackson. La pubblicazione è avvenuta in Australia il 28 luglio 2007, inoltre come ulteriore e decisiva conferma, la cantante ha presentato Slow Down Baby come il suo prossimo ufficiale singolo nei concerti del tour durante l'estate.

## Tracce
CD Single
1. Slow Down Baby – 3:29
2. Slow Down Baby (Instrumental) – 3:28

## Classifiche
| Classifica (2007) | Posizione massima |
| ----------------- | ----------------- |
| Australia         | 21                |